# Благоя Иванов
Благоя Иванов (на македонска литературна норма: Благоја Иванов) е писател, романист, есеист и драматург от Северна Македония.

## Биография
Роден е в 1931 година в Скопие, тогава в Югославия. Завършва Философския факултет на Скопския университет. Работи като редактор и главен редактор в Македонското радио, директор на Телевизия Скопие и професор във Факултета за драматични изкуства. Редактор е на списанието „Млада литература“ и главен и отговорен редактор на списанието „Разгледи“. Член е на Дружеството на писателите на Македония от 1958 година и е бил негов председател. Член е и на Македонския ПЕН център. Носител е на наградите „1 май“, Неделя на радио драмата на ЮРТ, „Рациново признание“, „Кочо Рацин“.